# Джон Томас Болл

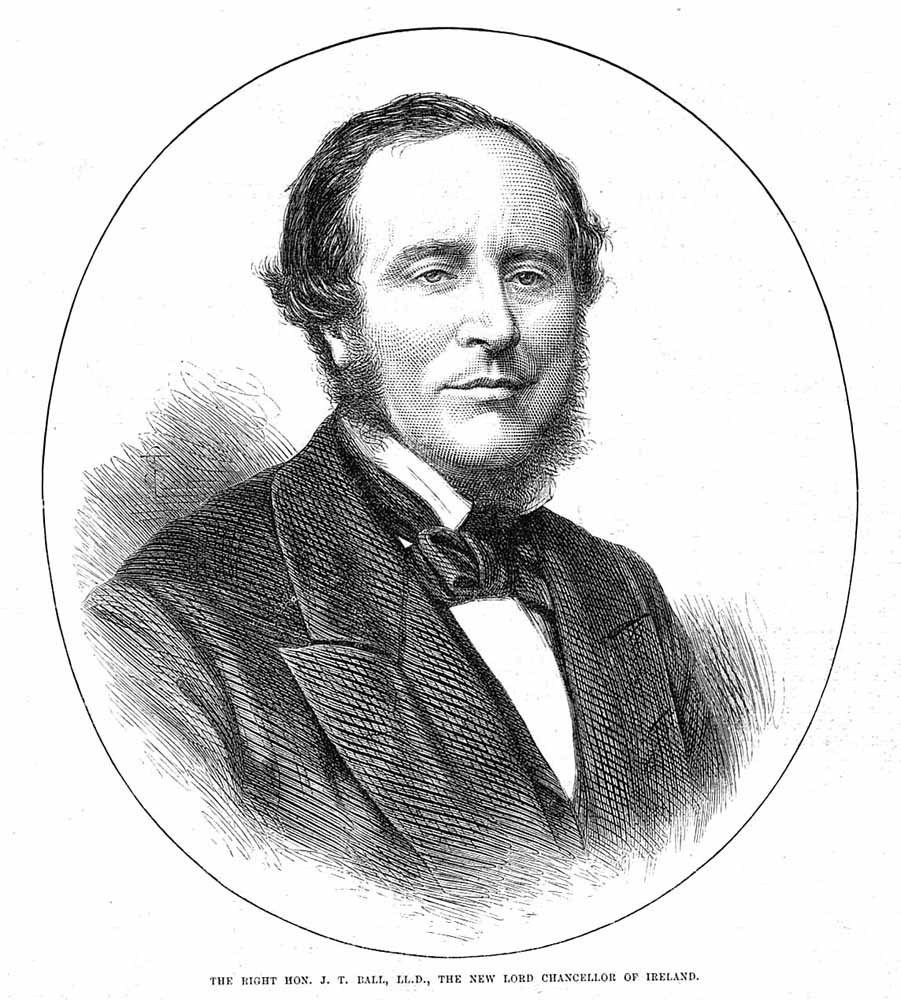
Джон Томас Болл. Портрет 1875 року.

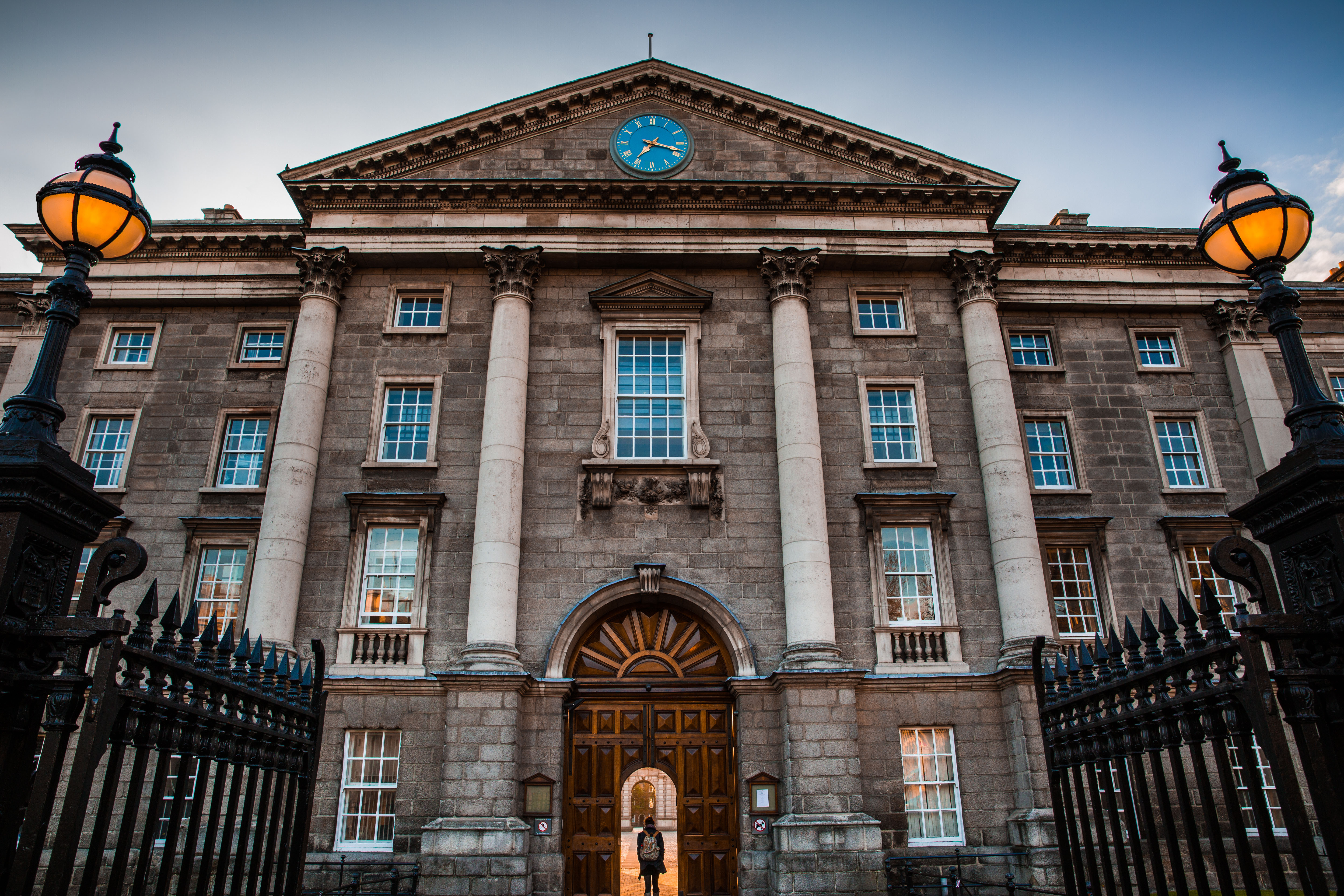
Трініті-коледж, Дублін.

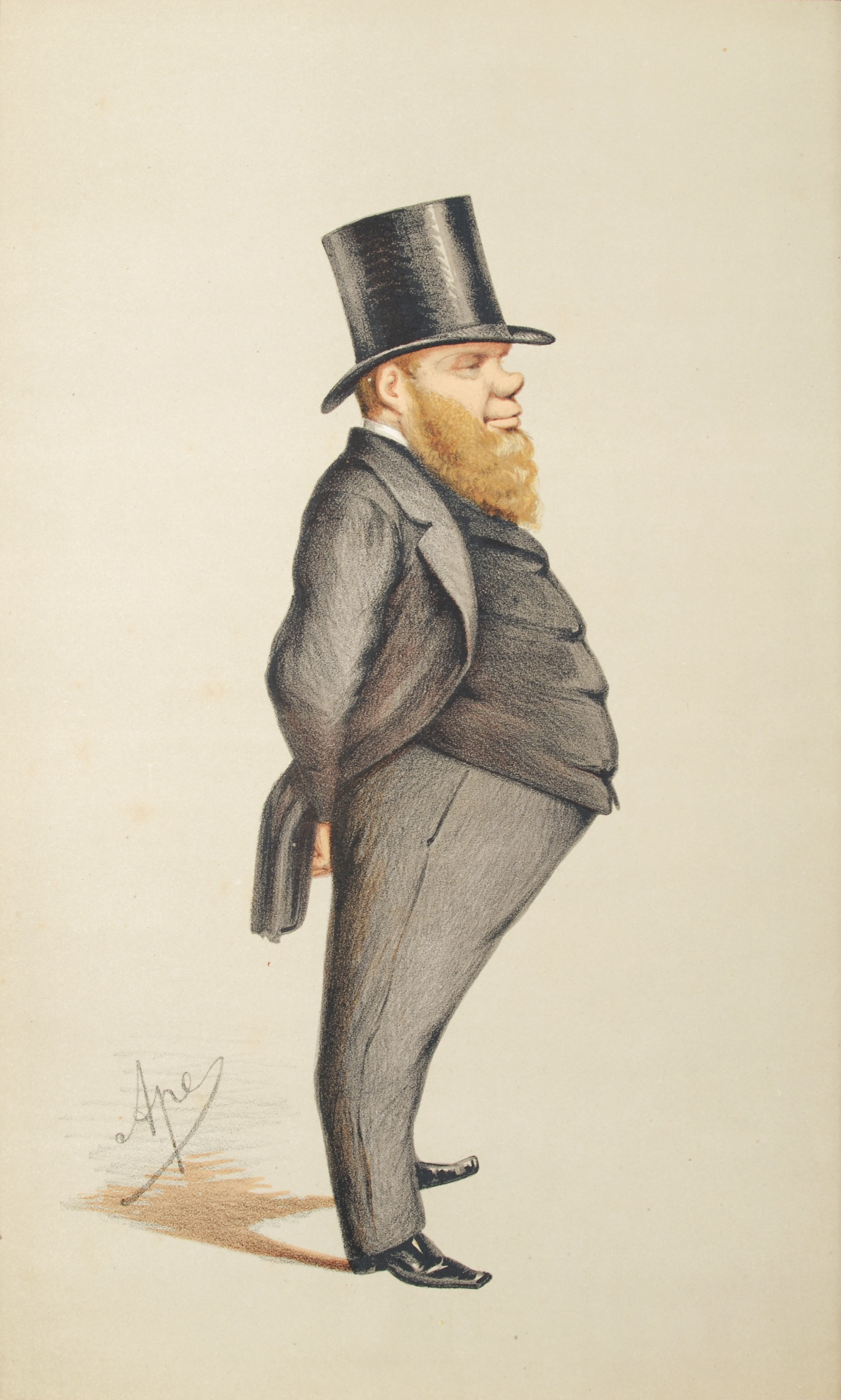
Річард Довз (1824—1890). Карикатура із серії «Ярмарок марнославства». 1871 рік.

Джон Томас Болл (24 липня 1815 — 17 березня 1898) — відомий ірландський адвокат, суддя та політик, депутат парламенту Об'єднаного Королівства Великої Британії та Ірландії, лорд-канцлер Ірландії.

## Життєпис

### Походження
Джон Томас Болл народився в Дандрамі, графство Дублін, Ірландія. Він був старшим сином майора Бенджаміна Болла з 40-го піхотного полку, який відзначився на війні з Наполеоном в Іспанії та його дружини Елізабет Фелтус, дочки Катберта Фелтуса з графства Карлоу. Його грізна бабуся Пенелопа Пом'є виховувала його в дитинстві.

### Освіта
Джон Томас Болл здобув освіту в Трініті-коледжі Дубліна, куди вступив, коли йому було лише 16 років, і закінчив коледж у 1844 році.

### Кар'єра
Джон Томас Болл був видатним ученим, прославився як видатний і відомий журналіст, писав вірші, але вважався другорядним поетом. Він почав працювати адвокатом у 1840 році, практикуючи в основному в галузі спадкового та шлюбного права. У 1854 році він отримав посаду радника королеви. У 1862 році отримав посаду Генерального вікарія графства Арма. У 1865 році отримав посаду королівського адвоката Ірландії. У 1868 році отримав посади спочатку генерального соліситора Ірландії, потім генерального прокурора Ірландії. У тому ж 1868 році він став радником Таємної Ради Ірландії.
Джон Томас Болл був обраний депутатом Палати громад парламенту від Дублінського університету від консервативної партії та володів цим мандатом з 1868 по 1875 рік. У 1880 році він став віце-канцлером університету. Його критики вважали його опортуністом і людиною пристосуванцем без будь-яких політичних переконань: під час урочистої події в Палаті громад, коли запитали про точну дату події, Річард Довз, речник уряду, відповів, що це було приблизно в той час, коли Джон Томас Болл приєднався до консервативної партії, щоб просувати свою політичну кар'єру.
Джон Томас Болл виступав проти Закону про ірландську церкву 1869 року. Його промова про це вважалася однією з найкращих, коли-небудь зроблених у Палаті громад. Але він допомагав у створенні майбутньої конституції скасованої Церкви Ірландії, побожним прихильником якої він був усе своє життя. Він виступав проти Закону Гладстона про орендодавців і орендарів Ірландії 1870 року та законопроєкту про ірландський університет 1873 року.
Після повернення консервативної партії до влади в 1874 році Джон Томас Болл знову деякий час обіймав посаду генерального прокурора Ірландії. Попри те, що його талант, безперечно, давав йому право на місце в суді, Дізраелі не хотів втрачати в уряді юриста, про якого він мав найвищу думку. Коли була знайдена відповідна заміна на посаді генерального прокурора, Болл обіймав посаду лорда-канцлера Ірландії з 1875 по 1880 рік. Як суддя, його репутація була чудовою: його рішення, особливо у справах про заповіти, були вивченими та добре написаними.
Коли консерватори пішли у відставку в 1880 році, державна кар'єра Джона Томаса Болла підійшла до кінця, та й у 65 років його здоров'я почало хитатись. Коли консерватори повернулися до влади в 1885 році, Джон Томас Болл був надто слабким, щоб прийняти будь-яку посаду в новому уряді. Після 1890 року він рідко виходив з дому.

### Наукові праці
Джон Томас Болл написав дві книги: одну про церкву Ірландії, іншу про ірландську законодавчу систему.

### Родина
Джон Томас Болл одружився з Кетрін Елрінгтон, донькою преподобного Чарльза Річарда Елрінгтона, професора богослов'я в Дублінському університеті та його дружини Летіції Бабінґтон. Кетрін також була онукою Томаса Елрінгтона, єпископа Фернса та Лейгліна. Шлюб відбувся у 1852 році. Кетрін померла в 1887 році. У них було троє синів, Чарльз, Томас і найвідоміший з їхніх дітей, Ф. Елрінгтон Болл, що став письменником та істориком права, і його досі пам'ятають завдяки його праці «Судді в Ірландії 1221—1921 років» і за його 6-томну історію парафій Дубліна.